# 大田片
大田片是闽语的一个方言片区，通行于三明市大田县，分為前路話（佔該縣60%）和後路話（佔該縣19.55%）兩大方言。

## 形成背景
據2014年郭必之发表的论文，前路話母語者在古代最初講閩中語，後來改講閩東語，最後改講閩南語。由此閩中語底層經過兩次轉用干擾（閩中→閩東→閩南），底層痕跡已無幾，只餘下一些重要詞語，例如「雞」和「豨」（豬）；而后路话的閩東語底層只經過一次轉用干擾，保留的音系痕跡較多。由此，大田話雖然整體格局是閩南語，但保留了小量閩中語詞彙和明顯的閩東語音系成份，跟其他閩南語有較大差異。譜系而言，大田話與閩南語漳州話有不少音韻的共同創新，比起大田話和泉州話而言更親近。後路話的闽中語特点比前路話明顯。
《中国语言地图集》（1987年，2012年），大田片被列为闽南语的一个方言片区。1998年《福建省志·方言志》將大田話稱为“闽方言过渡区”。在ISO 639-6中，则被列为与闽南语地位相等的一个闽语分支。

### 地理
大田县位于戴云山旁，史上行政区划变动频繁。原先大田一带分属尤溪、永安、漳平、德化四县，其中永安说闽中语、尤溪说多种闽语过渡方言；而漳平與德化說閩南語泉漳片。直到明朝中叶才从四个县中各划出一部分设置大田县。

## 方言
根据ISO 639-6，大田片（Datian-Min）中有如下两种方言：
- Datian（dtia）=大田话（前路话）
- Wenjiangban（wjib）=后路话？